# Bach&co
Bach & Co var svenskt musikprogram som sändes på SVT 1994. Serien, som lyfte fram klassisk musik på nytt sätt, leddes av Thomas Gylling. Grafiken gjordes av Frans Krook.